# St. Peter (Müntz)

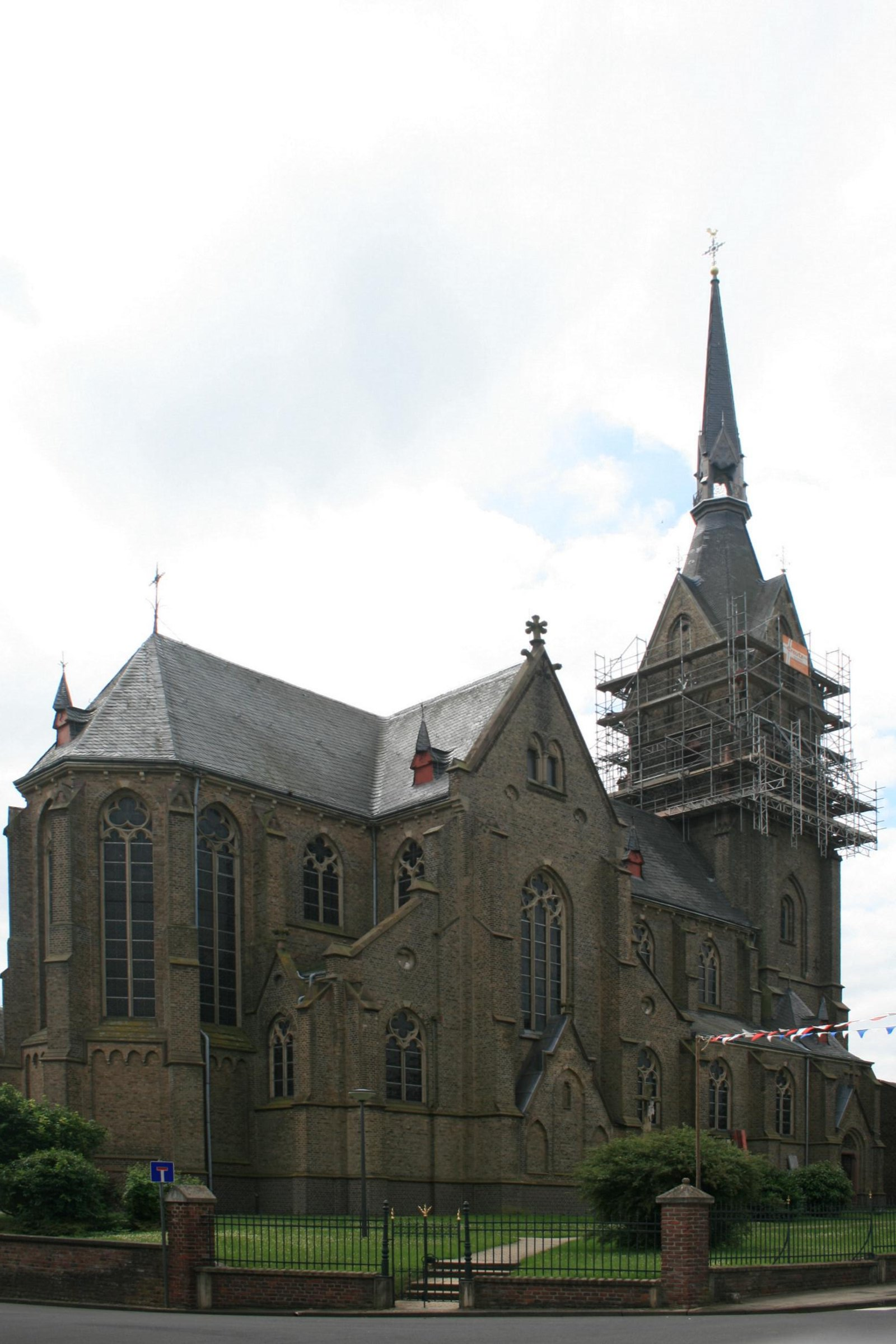
St. Peter in Müntz

St. Peter ist eine römisch-katholische Pfarrkirche in Müntz, einem Ortsteil der Gemeinde Titz im Kreis Düren in Nordrhein-Westfalen.
Die Kirche ist unter Nummer 22 in die Denkmalliste der Gemeinde Titz eingetragen und dem hl. Apostel Petrus geweiht. Das Patrozinium wird am Fest Kathedra Petri begangen. Der Kirchenbau wurde zwischen 1874 und 1877 nach Plänen von August Carl Lange erbaut.
Zur Pfarre gehören neben Müntz auch Ralshoven mit der Filialkirche Maria, Hilfe der Christen, das Gut Hochfeld und das Gut Magdalenenhöhe.

## Geschichte
Eine Kirche in Müntz wird das erste Mal 945 urkundlich erwähnt. 1271 scheint die Erhebung zur Pfarrkirche bereits vollzogen zu sein. Im Liber valoris aus dem Jahr 1308 wurde Müntz als Pfarre im Dekanat Jülich aufgeführt und um 1404 wurde die Kirche im gotischen Stil baulich erweitert, sodass eine dreischiffige Kirche im gotischen Stil entstand.
Mitte des 19. Jahrhunderts genügte diese gotische Kirche nicht mehr den Ansprüchen der Gemeinde, sodass 1868 erste Überlegungen zu einem Kirchenneubau angestellt wurden. Man beauftragte den Kölner Architekten August Carl Lange mit den Planungen zu einem Neubau. Im Jahr 1874 wurde mit dem Bau begonnen und bis 1877 vollendet. Die Kirchweihe fand am 20. Juni 1877 statt. Die alte Kirche wurde vollständig abgerissen.
Im Zweiten Weltkrieg wurden insbesondere Mauerwerk, Dach und Fenster durch Artilleriebeschuss beschädigt. Die Wiederherstellungsarbeiten leitete der Aachener Architekt Peter Salm; bis 1953 waren sämtliche Arbeiten abgeschlossen.
Durch das Orkantief Xynthia wurde am 28. Februar 2010 der Turmhelm vom Kirchturm herabgerissen. Er fiel auf das Dach des Seitenschiffes und richtete erheblichen Schaden an. Menschen wurden zum Glück nicht verletzt.

## Baubeschreibung
St. Peter ist eine dreischiffige Basilika aus Backstein mit Querschiff. Der Chor im Osten ist fünfseitig geschlossen, der Turm im Westen vorgebaut. Die Säulen bestehen aus schwarzem Marmor.

## Ausstattung
In der Kirche befindet sich ein spätgotisches Antwerpener Retabel aus der Zeit um 1520, das die Passion  zeigt. Die Flügel stammen aus dem 19. Jahrhundert. Die beiden neugotischen Seitenaltäre stammen aus dem Jahr 1898 und sind der hl. Gottesmutter Maria und der hl. Barbara geweiht. Ebenfalls aus der zweiten Hälfte des 19. Jahrhunderts stammen die Bänke und Figuren sowie die originale, ornamentale Ausmalung der Kirche. Die Buntglasfenster schuf im Jahr 1953 Maria Katzgrau.

## Orgel
Die Orgel wurde 1843 von der Orgelbauwerkstatt Gebrüder Müller aus Reifferscheid erbaut. Sie wurde noch für die Vorgängerkirche geschaffen. Der Linnicher Orgelbauer Michael Dauzenberg hat das Werk nach dem Neubau der jetzigen Kirche in 1877 überarbeitet. 2004 wurde die Orgel grundlegend restauriert durch die Orgelbauwerkstatt Heintz aus Schiltach. Sie hat 24 Register auf zwei Manuale und Pedal und einen ungewöhnlichen Tonumfang in den Manualen von C-c4.
| I Hauptwerk C–c4 |       |
| Bordun (B,D)     | 16′   |
| Principal        | 8′    |
| Gedackt          | 8′    |
| Gambe            | 8′    |
| Octav            | 4′    |
| Quinte           | 2 ⁄3′ |
| Octav            | 2′    |
| Mixtur IV        |       |
| Cornett IV       | 4′    |
| Trompete (B,D)   | 8′    |

| II Unterwerk C–c4 |       |
| Salicional (D)    | 8′    |
| Fernflöte (D)     | 8′    |
| Hohlflöte (B,D)   | 8′    |
| Prästant          | 4′    |
| Flaut             | 4′    |
| Nasard            | 2 ⁄3′ |
| Singend Octav     | 2′    |
| Fagott-Hautbois   | 8′    |

| Pedal C–f1  |     |
| Contre Bass | 16′ |
| Subbass     | 16′ |
| Octavbass   | 8′  |
| Violoncell  | 8′  |
| Octav       | 4′  |
| Posaune     | 16′ |

- Koppeln: II/I, I/P, II/P

## Glocken
Im reich gegliederten Glockenturm befindet sich ein historisches dreistimmiges Bronze-Geläut, welches aus dem Vorgängerbau übernommen worden ist.
| Nr. | Name | Gussjahr | Gießer                           | Durchmesser (mm) | Gewicht (kg, ca.) | Schlagton (HT-1/16) | Inschrift |
| --- | ---- | -------- | -------------------------------- | ---------------- | ----------------- | ------------------- | --------- |
| 1   | -    | 13. Jh.  | Unbekannt                        | 1000             | 700               | gis′ +2             | -         |
| 2   | -    | 1650     | Claudius Humblot und René Millot | 890              | 460               | a′ +2               | -         |
| 3   | -    | 1724     | Peter Fuchs, Köln                | 350              | 28                | fis′′ −4            | -         |

## Pfarrer
Folgende Priester wirkten bislang als Pastor an St. Peter:
| von – bis | Name                                |
| --------- | ----------------------------------- |
| 1912–1937 | Kasper Vehres                       |
| 1937–1941 | Johann Mühlens                      |
| 1941–1949 | Anton Hamm                          |
| 1949–1981 | Johannes Michiels                   |
| 1982–1992 | Wilhelm Bergs                       |
| 1992–2020 | Wolf-Dieter Telorac                 |
| Seit 2020 | Norbert Glasmacher (Pfarrverwalter) |